# Phương pháp lưới Boltzmann
Phương pháp lưới Boltzmann (LBM) bắt nguồn từ phương pháp lưới khí tự động (LGA) (theo mô hình Hardy-Pomeau-Pazzis and Frisch-Hasslacher-Pomeau), là một lớp phương pháp tính toán khí động lực học (CFD) để mô phỏng chất lưu. Thay vì giải những phương trình Navier-Stokes một cách trực tiếp, thì mật độ của chất lưu trên lưới được mô phỏng bằng các quá trình dịch chuyển và va chạm (nghỉ ngơi). Phương pháp này rất linh hoạt vì một mô hình chất lưu được tạo ra để mô phỏng hành vi thông thường của chất lưu đó giống như sự tồn tại của hơi/chất lỏng, do đó hệ chất lưu giống như giọt nước rơi có thể được mô phỏng. Ngoài ra, chất lưu trong môi trường phức tạp như môi trường xốp có thể được mô phỏng trực tiếp, trong khi với các điều kiện biên phức tạp, các phương pháp CFD khác khó có thể thực hiện được.

## Thuật toán
Không giống như các phương pháp CFD thông thường là đi giải số các phương trình bảo toàn cho các biến vĩ mô (như khối lượng, động lượng, và năng lượng), phương pháp lưới Boltzmann mô hình hóa chất lưu bao gồm các hạt giả tưởng và các hạt như vậy thực hiện các quá trình lan truyền và va chạm liên tiếp trên một lưới rời rạc. Do tính chất hạt và động lực học cục bộ, LBM có một số ưu điểm so với các phương pháp CFD thông thường khác, đặc biệt là trong việc xử lý điều kiện biên phức tạp, tương tác vi mô kết hợp và thuật toán song song. Một cách diễn giải khác của phương trình lưới Boltzmann là phương trình Boltzmann vận tốc rời rạc. Khi đó, các phương pháp số giải hệ các phương trình vi phân từng phần tạo ra một bản đồ rời rạc, nó có thể được hiểu như là các quá trình lan truyền và va chạm của các hạt giả. Trong thuật toán này, nó là các bước va chạm và dịch chuyển. Chúng làm tăng mật độ của chất lưu {\displaystyle \rho ({\vec {x}},t)}, trong đó {\displaystyle {\vec {x}}} là vector chỉ vị trí còn {\displaystyle t} là thời gian. Giống như chất lưu trên một lưới, mật độ có các thành phần {\displaystyle f_{i},i=0,\ldots ,a} bằng số vector lưới kết nối với mỗi điểm lưới. Ví dụ, vector lưới của một lưới đơn giản được sử dụng trong không gian hai chiều được mô tả như sau. Lưới này thường được ký hiệu là D2Q9, cho hai chiều và chín vectơ: bốn vectơ dọc theo hướng bắc, đông, nam và tây, cộng với bốn vectơ đến các góc của một hình vuông đơn vị, cộng với một vectơ có cả hai thành phần bằng 0.  Sau đó, ví dụ như vector {\displaystyle {\vec {e}}_{4}=(0,-1)}, nó hướng về phía nam và do đó nó không có thành phần {\displaystyle x} nhưng có thành phần {\displaystyle y} là {\displaystyle -1}. Vì vậy, một trong chín thành phần của mật độ tổng tại điểm lưới trung tâm {\displaystyle f_{4}({\vec {x}},t)}, là phần chất lưu tại điểm {\displaystyle {\vec {x}}} di chuyển về phía nam, với vận tốc trên đơn vị lưới bằng một. 
Khi đó các bước biến đổi của chất lưu theo thời gian như sau:

### Bước va chạm
{\displaystyle f_{i}({\vec {x}},t+\delta _{t})=f_{i}({\vec {x}},t)+{\frac {f_{i}^{eq}({\vec {x}},t)-f_{i}({\vec {x}},t)}{\tau _{f}}}\,\!}
là mô hình Bhatnagar Gross và Krook (BGK) cho trạng thái nghỉ-relaxation đến trạng thái cân bằng thông qua va chạm của các phân tử chất lưu. {\displaystyle f_{i}^{eq}({\vec {x}},t)} là mật độ ở trạng thái cân bằng dọc theo hướng i của mật độ hiện thời tại đó. Mô hình giả định rằng chất lưu nghỉ cục bộ đến trạng thái cân bằng trong khoảng thời gian đặc trưng {\displaystyle \tau _{f}}. Khoảng thời gian này xác định độ nhớt động học, nó càng lớn thì độ nhớt động học càng lớn. 

### Bước dịch chuyển
{\displaystyle f_{i}({\vec {x}}+{\vec {e}}_{i},t+\delta _{t})=f_{i}({\vec {x}},t)\,\!}
Theo định nghĩa, {\displaystyle f_{i}({\vec {x}},t)} là mật độ chất lưu tại điểm {\displaystyle {\vec {x}}} vào thời gian {\displaystyle t}, đang chuyển động với vận tốc {\displaystyle {\vec {e}}_{i}} trên một bước thời gian, sau đó tại thời gian tiếp theo {\displaystyle t+\delta _{t}} nó sẽ di chuyển đến {\displaystyle {\vec {x}}+{\vec {e}}_{i}}.

## Ưu điểm
- Phương pháp lưới Boltzamnn LBM được thiết kế từ đầu để chạy trên các kiến trúc song song lớn, từ những chíp nhúng rẻ tiền FPGAs và DSPs đến GPUs và các cụm máy tính, các siêu máy tính không đồng nhất (kể cả với mạng lưới kết nối chậm). Nó có tính vật lý và thuật toán phức tạp. Dẫn đến một mức độ hiểu biết có chất lượng kể từ khi nó cho phép giải các bài toán mà trước đây không thể tiếp cận được (hoặc chỉ tìm được nghiệm xấp xỉ).
- Phương pháp bắt nguồn từ việc mô tả phân tử chất lưu và có thể được kết hợp trực tiếp với các điều kiện vật lý từ việc hiểu biết về tương tác giữa các phân tử. Do đó, nó là một công cụ không thể thiếu trong nghiên cứu cơ bản, vì nó đảm bảo được chu kỳ giữa việc xây dựng thuyết và hình thành một mô hình số tương ứng trở nên ngắn gọn.
- Quá trình tiền xử lý dữ liệu và tạo lưới chiếm một khoảng thời gian nhỏ trong tổng số thời gian mô phỏng.
- Phân tích dữ liệu song song, hậu xử lý và đánh giá.
- Dòng chảy nhiều pha được giải hoàn toàn bằng giọt và bong bóng nhỏ.
- Dòng chảy được giải hoàn toàn thông qua hình học phức tạp và môi trường xốp.
- Dòng chảy phức tạp, kết hợp với trao đổi nhiệt và phản ứng hóa học.

## Nhược điểm
Mặc dù LBM ngày càng được phổ biến trong việc mô phỏng hệ chất lưu phức tạp, nhưng phương pháp mới này vẫn có một số nhược điểm. Hiện tại, dòng chảy với số Mach cao vẫn còn khó đối với LBM, và không có một sơ đồ nhiệt-thủy động lực học nhất quán. Tuy nhiên, giống như các phương pháp CFD thông thường khác, phương pháp LBM được kết hợp rất thành công các giải pháp đặc trưng về nhiệt để có khả năng mô phỏng quá trình truyền nhiệt (dẫn nhiệt, đối lưu, bức xạ nhiệt trên chất rắn). Đối với các mô hình nhiều pha/đa thành phần, độ dày giao diện thường lớn và tỷ lệ mật độ trên giao diện nhỏ khi so sánh với chất lưu thực. Gần đây, vấn đề này đã được giải quyết bởi Yuan và Schaefer, những người đã cải tiến mô hình của Shan và Chen, Swift, và He, Chen và Zhang. Họ có thể đạt được tỷ lệ mật độ 1000:1 chỉ bằng cách thay đổi phương trình trạng thái. Người ta đã đề xuất áp dụng phép biến đổi Galileo để khắc phục hạn chế của việc mô hình hóa dòng chất lỏng tốc độ cao. Tuy nhiên, những ứng dụng rộng rãi và những tiến bộ nhanh chóng của phương pháp này trong suốt hai mươi năm qua đã chứng minh tiềm năng của nó trong vật lý tính toán, bao gồm cả dòng vi lỏng, phương pháp LBM chứng tỏ những kết quả đầy hứa hẹn trong lĩnh vực dòng chảy số có số Knudsen cao.

## Ứng dụng
Trong suốt những năm gần đây, phương pháp LBM đã được chứng minh là một công cụ mạnh mẽ để giải quyết các vấn đề ở các quy mô và thời gian khác nhau. Một số ứng dụng của LBM bao gồm:
- Dòng chảy xốp
- Dòng chảy y sinh
- Khoa học trái đất (lọc đất).
- Khoa học năng lượng (Pin nhiên liệu).